# Championnats d'Europe de char à voile 1979
Navigation
1978 1980
Les 17e championnats d'Europe de char à voile 1979, organisés par le pays hôte sous l'égide de la fédération internationale du char à voile, se sont déroulés à Sankt Peter-Ording en Allemagne,.

## Podiums
| Épreuve  | Or               | Argent            | Bronze               |
| -------- | ---------------- | ----------------- | -------------------- |
| Classe 2 | Georges Ameele   | Benoit Demoury    | Guy Houillon         |
| Classe 3 | Bertrand Lambert | Michel Morel      | Peter Biner Wulf     |
| Classe 4 | Stewart Mason    | Jean-Pierre Ville | Peter Christopherson |

| Épreuve | Or           | Argent            | Bronze              |
| ------- | ------------ | ----------------- | ------------------- |
| Femmes  | Vivian Ellis | Goede Suster Wulf | Marie-Pierre Passet |

## Tableau des médailles par nation
| Rang | Nation      | Or | Argent | Bronze | Total |
| ---- | ----------- | -- | ------ | ------ | ----- |
| 1    | France      | 1  | 3      | 1      | 5     |
| 1    | Royaume-Uni | 1  | -      | 1      | 2     |
| 1    | Belgique    | 1  | -      | -      | 1     |

| Rang | Nation      | Or | Argent | Bronze | Total |
| ---- | ----------- | -- | ------ | ------ | ----- |
| 1    | Royaume-Uni | 1  | -      | -      | 1     |
| 2    | Allemagne   | -  | 1      | -      | 1     |
| 3    | France      | -  | -      | 1      | 1     |